# Royal Exchange
Royal Exchange (z ang. „Giełda Królewska”) – XIX-wieczny klasycystyczny budynek w londyńskim City, dawniej mieszczący giełdę towarowo-finansową, która stanowiła komercyjne centrum Londynu. Współcześnie w budynku znajduje się luksusowa galeria handlowa.
Budynek położony jest u zbiegu ulic Cornhill i Threadneedle Street, z głównym wejściem wychodzącym na skrzyżowanie Bank. W bezpośrednim sąsiedztwie znajduje się gmach Banku Anglii.

## Historia
Giełda mieściła się w tym miejscu od 1571 roku, wzorowana na podobnym obiekcie w Antwerpii. Założona została z inicjatywy kupca Thomasa Greshama i oficjalnie otwarta przez królową Elżbietę I, która nadała jej prawo do posługiwania się tytułem „giełdy królewskiej”. Pierwotny budynek spłonął podczas wielkiego pożaru Londynu w 1666 roku. W 1669 roku w tym samym miejscu wzniesiono nowy budynek giełdy, ten również został zniszczony w pożarze w 1838 roku. Trzeci i obecny budynek zaprojektowany został przez Williama Tite'a i otwarty w 1844 roku przez królową Wiktorię.
Działalność giełdy zawieszona została w 1939 roku, wkrótce po wybuchu II wojny światowej. W 1941 roku budynek doznał uszkodzeń podczas niemieckich nalotów. Po zakończeniu wojny handlowcy nie wrócili do budynku, który popadł w częściową ruinę. W latach 1953–1959 na wewnętrznym dziedzińcu działał Mermaid Theatre. W latach 80. XX wieku przeprowadzono wymianę dachu i dobudowano dwie kondygnacje przeznaczone pod pomieszczenia biurowe. W budynku mieściła się wówczas giełda London International Financial Futures Exchange. W 2001 roku dokonano gruntownej modernizacji budowli, przystosowując ją do funkcji centrum handlowego.
W 1950 roku gmach wpisany został do rejestru zabytków jako obiekt klasy I.

## Architektura
Budynek rozplanowany jest wokół prostokątnego dziedzińca z arkadami, do 1880 roku otwartego, następnie pod szklanym dachem. Wzniesiony w stylu klasycznym, z wykorzystaniem wapienia portlandzkiego. Od strony zachodniej wejście zdobi portyk z ośmioma kolumnami. Nad wejściem wschodnim wieża zwieńczona kopułą. Budynek liczył początkowo dwie kondygnacje z wydzielonymi półpiętrami, w latach 80. XX wieku dobudowano dwie kolejne.

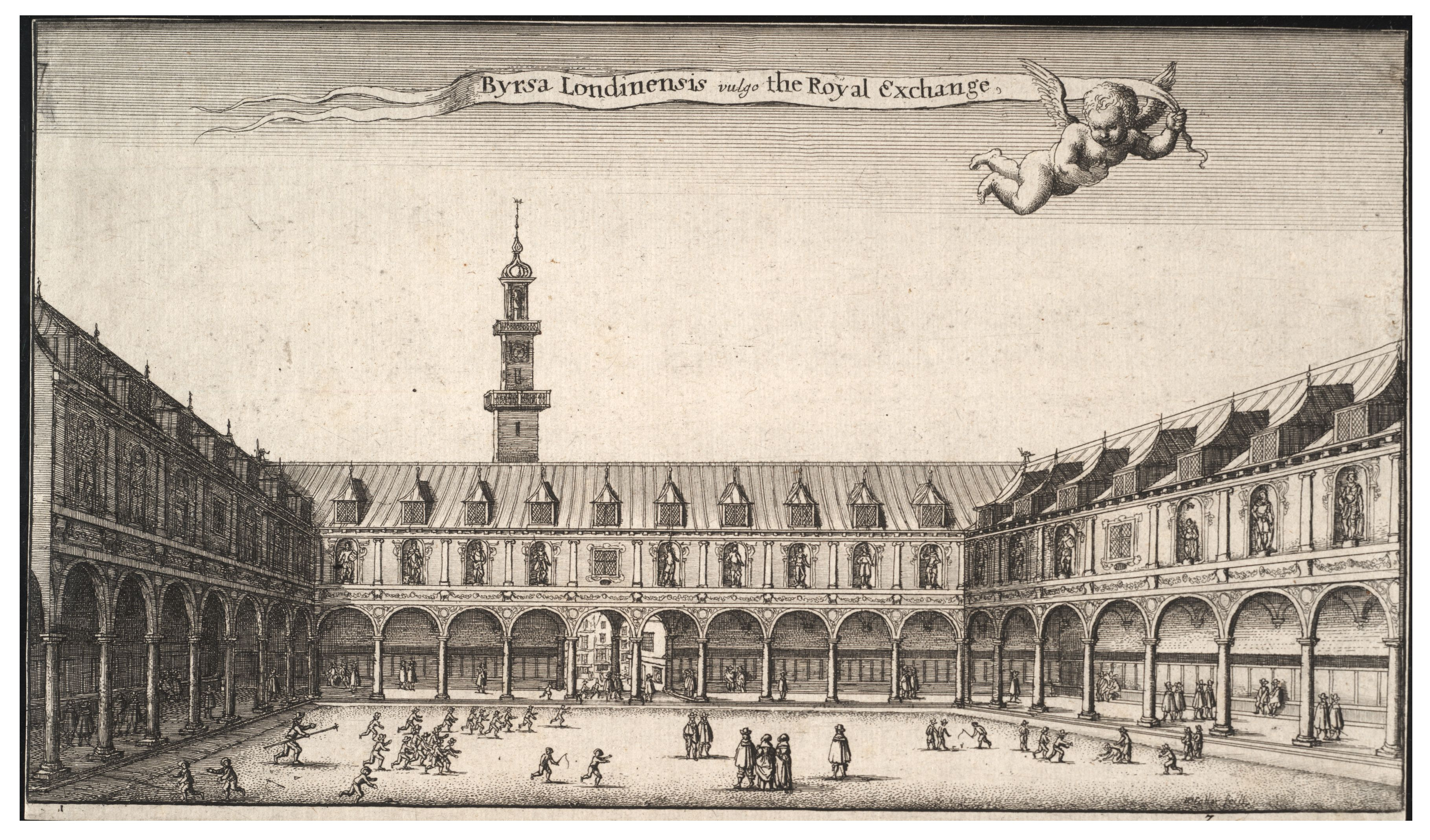
Pierwszy budynek Royal Exchange, rycina z XVII wieku
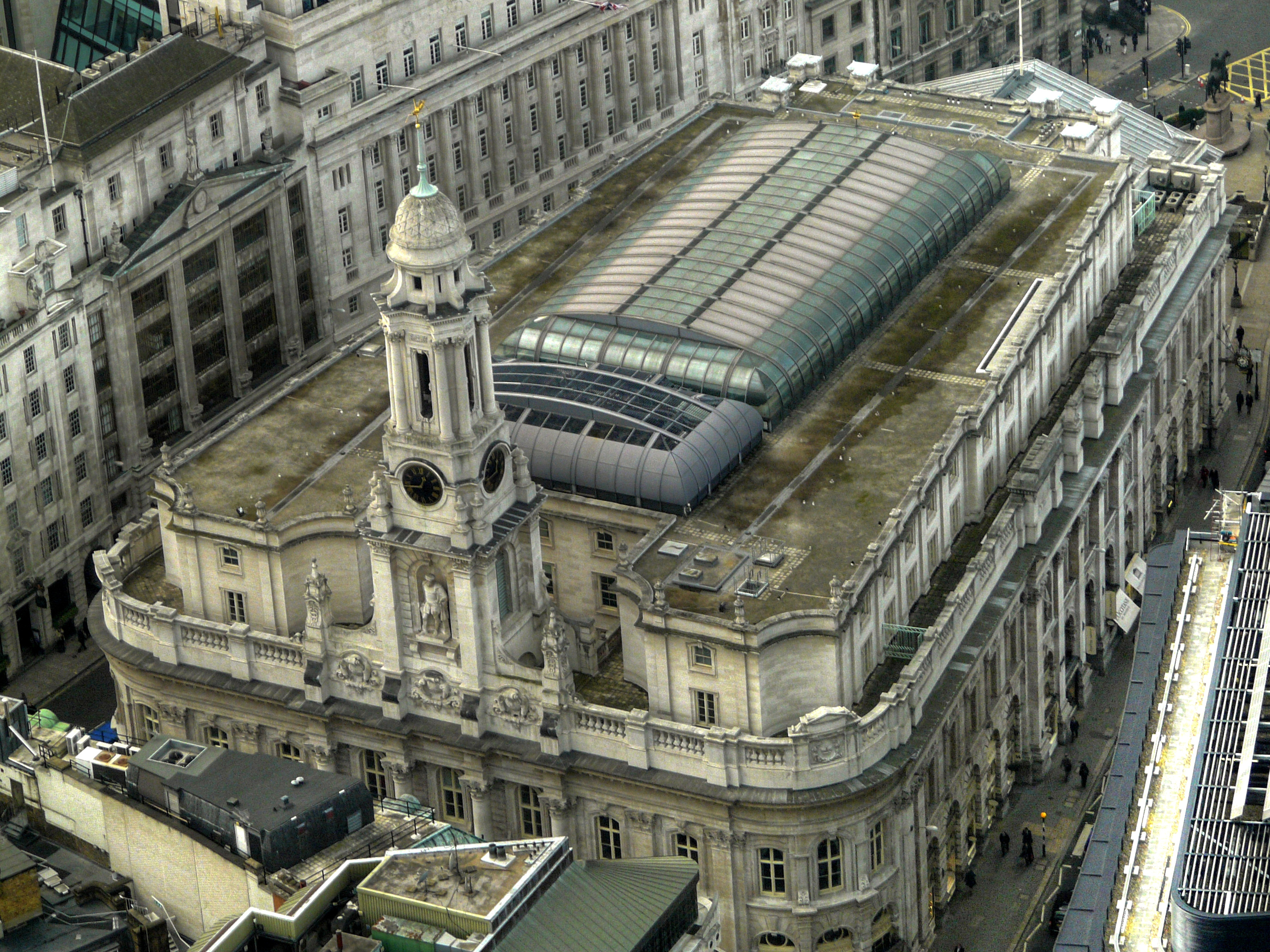
Widok z góry, od strony wschodniej
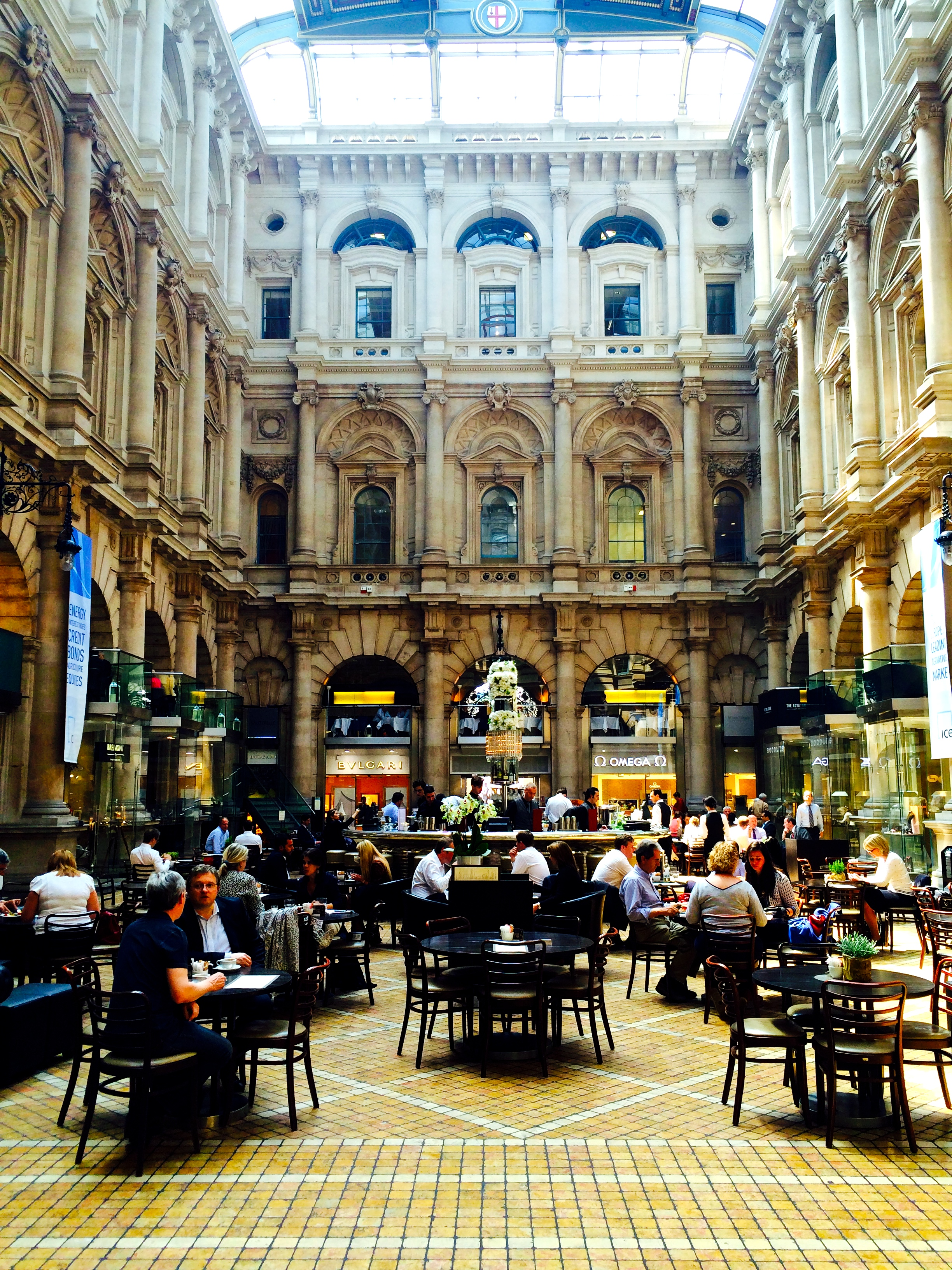
Wewnętrzny dziedziniec
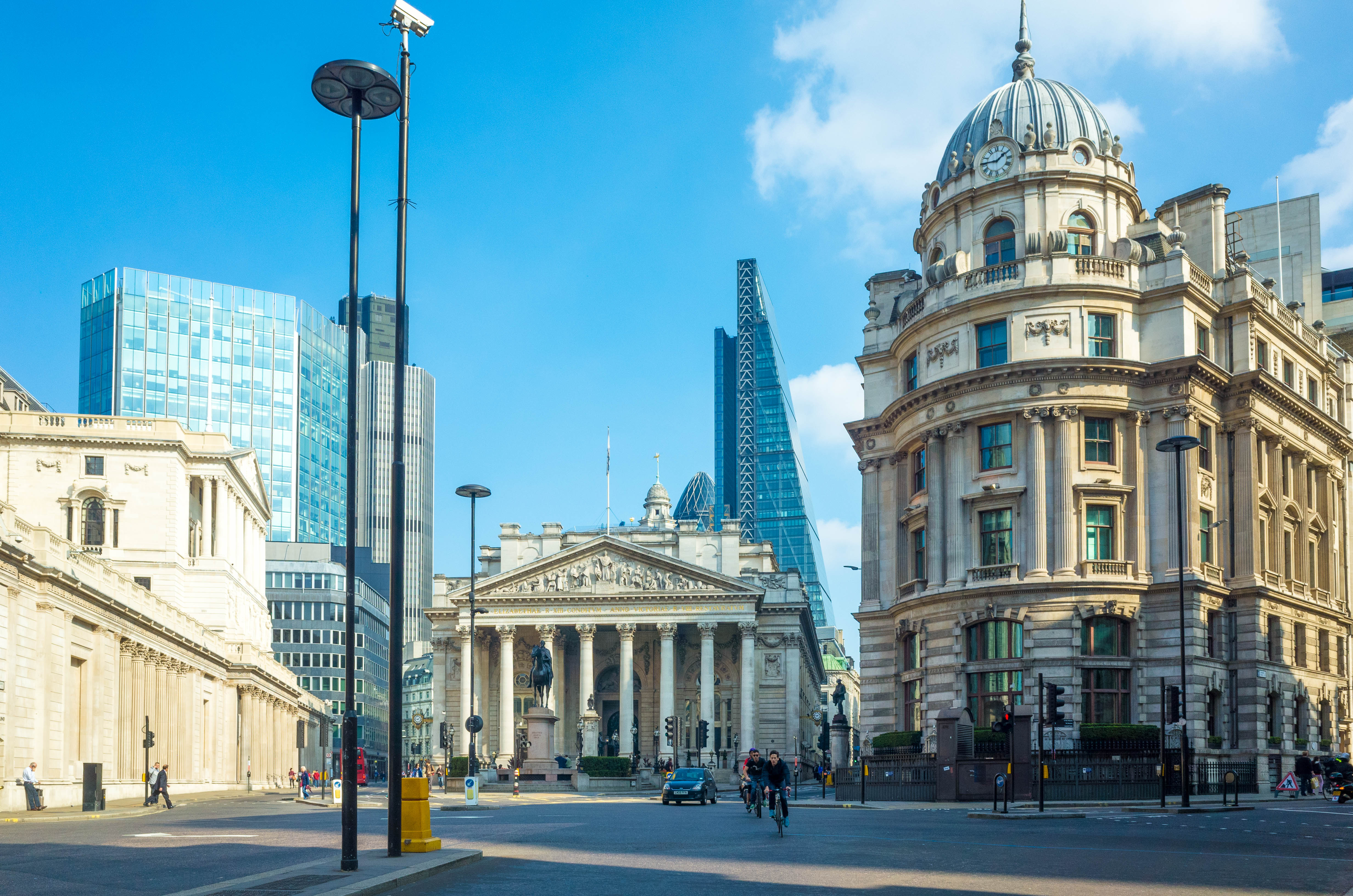
Royal Exchange w 2015 roku. Z lewej gmach Banku Anglii, w tle wieżowiec 122 Leadenhall Street (tzw. Cheesegrater)